# 导尿管

福莱导尿管图示

导尿管（urinary catheter，UC）是一种辅助排尿的医疗器材，一般经由尿道插入膀胱，进而引出尿液出来。导尿管的结构中，其头端有一个球囊可注水，用于固定导尿管，使其得以留在膀胱内防止脱出。最常见的导尿管是福莱导尿管（Foley catheter）。
导尿管型号，按照外径的周长分6Fr~30Fr共13个型号，常用的成人导管管有12Fr、14Fr、16Fr、18Fr四种型号，Fr数是外周长，而1 Fr = 1/3 毫米，是法制单位，Fr就是French 單位。

## 材质
- 天然橡胶
- 硅橡胶
- 聚氯乙烯（PVC）

## 种类
- 双腔导尿管：最常用的种类，即福莱导尿管，管身内有两个腔体，一个为导尿腔，一个为注水腔（向球囊注入蒸馏水用）。
- 单腔导尿管：只有一个导尿腔，用于间歇性导尿。
- 三腔导尿管：除了导尿腔和充气腔之外还有一个冲洗腔，用于膀胱冲洗治疗。
- 测温导尿管：管身内有测温线，在导尿的同时可外接监视器监测病人膀胱温度。
- 妇科导尿管：因女性尿道较男性短，因此短于普通导尿管的妇科导尿管方便给女性病人导尿使用。
- 抗菌导尿管：管身有抗菌材质，可降低病人插管期间发生泌尿系统感染的概率。